# Кологривский уезд
Кологривский уезд — административно-территориальная единица в составе Костромского наместничества и Костромской губернии, существовавшая в 1727—1929 годах. Уездный город — Кологрив.

## География
Уезд располагался на севере Костромской губернии. Площадь уезда составляла 11 398,3 верст² (12 972 км²) в 1897 году, 10 761 км² - в 1926 году.

## История
Кологривский уезд известен с допетровских времён. В 1708 году уезд был упразднён, а город Кологрив отнесён к Московской губернии. В 1719 году при разделении губерний на провинции Кологрив отнесён к Галицкой провинции. В 1727 году уезд был восстановлен в составе Галицкой провинции Архангелогородской губернии. 
В 1778 году уезд был отнесён к Костромскому наместничеству, которое в 1796 году преобразовано в Костромскую губернию.
14 января 1929 года Костромская губерния и все её уезды были упразднены, большая часть Кологривского уезда вошла в состав Кологривского района Шарьинского округа Нижегородской области.

## Административное деление
В 1890 году в состав уезда входило 27 волостей
| № п/п | Волость           | Волостное правление | Число селений | Население |
| ----- | ----------------- | ------------------- | ------------- | --------- |
| 1     | Ануфриевская      | д. Шемятино         | 28            | 4621      |
| 2     | Архангельская     | с. Архангельское    | 38            | 2642      |
| 3     | Вожеровская       | д. Гаврино          | 32            | 2422      |
| 4     | Георгиевская      | с. Георгиевское     | 57            | 4537      |
| 5     | Ефремовская       | посад Парфентьев    | 54            | 3755      |
| 6     | Илешевская        | д. Крутец           | 24            | 2044      |
| 7     | Кологривская      | д. Курносова        | 79            | 6843      |
| 8     | Коткишевская      | д. Коткишево        | 28            | 2081      |
| 9     | Кузьминская       | ус. Кузьминская     | 67            | 4454      |
| 10    | Матвеевская       | с. Матвеево         | 41            | 9344      |
| 11    | Медведицкая       | д. Петушиха         | 26            | 993       |
| 12    | Никитская         | д. Новодальняя      | 59            | 3629      |
| 13    | Николо-Межевская  | с. Никольское       | 31            | 1688      |
| 14    | Николо-Мокровская | д. Ефимово          | 34            | 3706      |
| 15    | Николо-Поломская  | д. Задорино         | 14            | 1833      |
| 16    | Николо-Ширская    | с. Николо-Ширь      | 53            | 3501      |
| 17    | Поломская         | д. Рамешки          | 69            | 5399      |
| 18    | Погощенская       | д. Погост           | 31            | 3167      |
| 19    | Потрусовская      | д. Потрусово        | 46            | 4762      |
| 20    | Савинская         | д. Савино           | 11            | 1941      |
| 21    | Солтановская      | с. Солтаново        | 21            | 1793      |
| 22    | Спасская          | д. Подвигалиха      | 54            | 4036      |
| 23    | Турдиевская       | д. Панкратово       | 17            | 1555      |
| 24    | Турлиевская       | д. Ивановская       | 26            | 1880      |
| 25    | Успенско-Нейская  | д. Антропово        | 88            | 2945      |
| 26    | Ухтубужская       | д. Попово           | 29            | 2074      |
| 27    | Халбужская        | д. Никитино         | 42            | 4581      |

В 1913 году в уезде также было 27 волостей.
В 1926 году в уезде было 12 волостей: 
- Верхне-Межевская (центр — с. Николо-Межа),
- Верхне-Унженская (центр — д. Морхинино),
- Вожеровская,
- Кологривская,
- Кужбальская,
- Мантуровская,
- Матвеевская,
- Межевская (центр — с. Георгиевское),
- Парфентьевская,
- Поломская (центр — д. Рамешки),
- Ухтубужская,
- Халбужская (центр — д. Угоры-Малые).

## Население
По данным переписи 1897 года в уезде проживало 109 575 чел. В том числе русские — 99,9 %. В уездном городе Кологриве проживало 2 565 чел.
По итогам всесоюзной переписи населения 1926 года население уезда составило 133 651 человек, из них городское — 4 410 человек.